# 伊藤遼哉
伊藤遼哉（日语：伊藤 遼哉，1998年5月2日—），日本足球運動員，司職中場，現效力德國足球西部地區聯賽球隊利普施塔特08。

## 俱樂部生涯
伊藤辽哉出生于1998年5月2日。他曾在拜仁慕尼黑、沙尔克04、杜塞尔多夫等球队的青年队中效力。他2014-15年入选日本青年国家队。 
12月4日，鸟栖砂岩有望获得东京世代球员伊藤辽哉，作为替代已经转会法兰克福的中场镰田大地的攻击型中场人选。
伊藤辽哉2017年9月从杜塞尔多夫U19转会至鸟栖砂岩，至今仅在日本联赛杯出场过一次。
鸟栖砂岩官方宣布与球队中场伊藤辽哉双方达成协议解约。

## 外部連結
- 伊藤遼哉的X（前Twitter）
- 伊藤遼哉的Instagram帳戶
- 伊藤遼哉的Facebook專頁
- 日本職業足球聯賽中的伊藤遼哉 （日語）